# آدولف مارتین شلیزینگر
آدولف مارتین شلیزینگر (آلمانی: Adolf Martin Schlesinger؛ ‏ ۴ اکتبر ۱۷۶۹ – ۱۱ اکتبر ۱۸۳۸) ناشر سرشناس موسیقی اهل آلمان بود که شرکت تهیه و پخش موسیقی‌اش در اوایل قرن نوزدهم به یکی از تأثیرگذارترین شرکت‌ها در برلین تبدیل شد.
شلیزینگر از یهودیان آلمان بود و در شهر سیلزی زاده شد. ابتدا کارش را به عنوان ناشر کتاب در ۱۷۹۵ در برلین آغاز کرد و سپس یک شرکت تهیه و پخش موسیقی را در ۱۸۱۰ بنیان نهاد که طی دهه‌های بعدی گسترش یافت. این شرکت علاوه بر تهیه موسیقی نظامی برای دولت پروس آثار هنرمندان بزرگی چون کارل ماریا فون وبر، لودویگ فان بتهوون و فلیکس مندلسون را نیز تهیه کرد.
لابی‌گری دائمی او برای برقراری حق تکثیر و مبارزه با نقض حق تکثیر نقش مهمی در استقرار قانون حق تکثیر در سال ۱۸۳۰ در پروس داشت.
در سال ۱۸۲۴ شلیزینگر دست به انتشار یک مجله تخصصی موسیقی به نام «نشریهٔ همگانی موسیقی برلین» زد که ویراستارش آدولف برنهارد مارکس بود.
شلیزینگر همچنین آثار هنرمندانی چون گاسپاره اسپونتینی، لوئیجی کروبینی، یوهان نپوموک هومل و کارل لوه را تهیه و منتشر ساخت. او در سال ۱۸۳۸ درگذشت و ثروت هنگفتی را برای همسرش باقی گذاشت و پسرش موریس، شعبهٔ دیگری از این شرکت را در شهر پاریس افتتاح کرد که آثار بزرگانی چون فردریک شوپن، فرانتس لیست و جاکومو مایربر را منتشر کرد.